# Гая Натлачен
Гая Натлачен (словен. Gaja Natlačen, 12 червня 1997) — словенська плавчиня. Учасниця Чемпіонату світу з водних видів спорту 2017, де в попередніх запливах на дистанції 200 метрів вільним стилем посіла 34-те місце і не потрапила до пвфіналу.